# Gregor Dotzauer

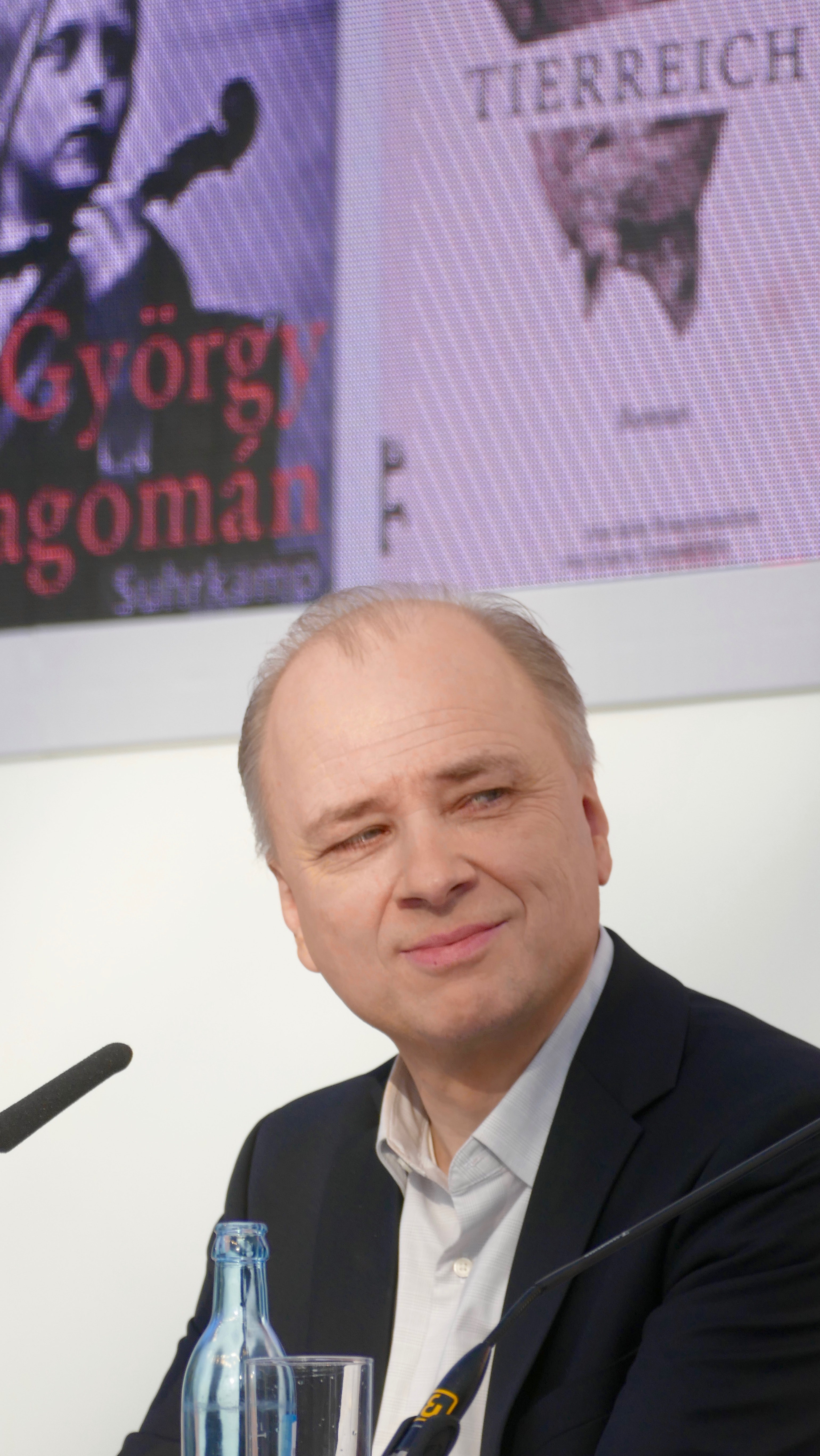
Gregor Dotzauer 2019

Gregor Dotzauer (* 13. Mai 1962 in Bayreuth) ist ein deutscher Literaturkritiker, Essayist und Kulturredakteur.

## Leben
Nach seinem 1981 am neusprachlichen Zweig des Graf-Münster-Gymnasiums bestandenen Abitur leistete Gregor Dotzauer Zivildienst in der Gerontopsychiatrie des Bezirkskrankenhauses Bayreuth. Im Winter 1982 begann er an der Julius-Maximilians-Universität Würzburg das Studium der Germanistik, Philosophie und Musikwissenschaft. Im Wintersemester 1984 setzte er sein Studium an der Johann Wolfgang Goethe-Universität Frankfurt am Main fort und schloss es Ende 1987 als Magister (M.A.) mit einer Arbeit zum sprachphilosophischen Frühwerk von Walter Benjamin ab.
Bereits ab Herbst 1985 schrieb Dotzauer für die Blätter FAZ, Zeit und den EPD. 1990 bis 1991 leitete er das Ressort Kultur bei der Elle, von 1995 bis 1996 war er Literaturredakteur der Wochenpost und begann die Arbeit als Literatur- und Filmkritiker für überregionale Zeitungen wie die Süddeutsche Zeitung, aber auch für die Frankfurter Rundschau, Die Woche und das Nachrichtenmagazin Der Spiegel. Lehraufträge und Workshops zur Literaturkritik führten ihn an die Humboldt-Universität nach Berlin, an die Bundesakademie für kulturelle Bildung Wolfenbüttel sowie als Stipendiat an die Washington University in St. Louis.
Als Essayist und Literaturwissenschaftler hat Dotzauer für text + kritik, Kursbuch, Sinn und Form sowie für den Hörfunk geschrieben, wie zum Beispiel für den Deutschlandfunk Köln oder das Deutschlandradio Kultur. Daneben moderierte er Podiumsdiskussionen und Autorengespräche.
Seit 1999 ist Dotzauer Literaturredakteur des Berliner Tagesspiegels.

## Publikationen
- Da wölbt sich ein Himmel, der heißt: Ohne Glück. Über Ernst Toller. Frankfurter Bund für Volksbildung. Frankfurt am Main 1988. 55 Seiten, illustriert, ISBN 3-927269-02-6.
- Schläft ein Lied in allen Dingen. Über Musik, Moment und Erinnerung. Matthes & Seitz, Berlin 2022, ISBN 978-3-7518-0097-6.

## Jury-Mitgliedschaften
- 2001–2008 Berliner Künstlerprogramm des DAAD, Literatursektion[1]
- 2004–2009: Kranichsteiner Literaturpreis[1]
- 2010: Internationaler Literaturpreis Haus der Kulturen der Welt[1]
- seit 2010: Adelbert-von-Chamisso-Preis der Robert-Bosch-Stiftung[1]
- 2011: Deutscher Buchpreis[1]
- seit 2017: Preis der Leipziger Buchmesse

## Auszeichnungen
- 2004: Stipendium der Max-Kade-Stiftung verbunden mit einem Lehrauftrag für das Department of Germanic Languages and Literatures an der Washington University in St. Louis[2]
- 2009: Alfred-Kerr-Preis für Literaturkritik[3]